# خیابان‌های آتشین
خیابان‌های آتشین (به انگلیسی: Streets of Fire) یک فیلم موزیکال، اکشن، نئو-نوآر، درام و کمدی آمریکایی محصول سال ۱۹۸۴ به کارگردانی والتر هیل است‌.